# We Were Dangerous
We Were Dangerous ist ein Filmdrama von Josephine Stewart-Te Whiu. Der Film feierte im März 2024 beim South by Southwest Film Festival seine Premiere.

## Handlung
Nellie und Daisy versuchen 1954 in Neuseeland aus der Anstalt für straffällige Mädchen zu fliehen. Sie werden jedoch nicht nur erwischt, sondern müssen auch in eine Anstalt auf einer abgelegenen Insel umziehen. Aus dem Duo wird ein Trio, als Lou sich ihnen anschließt. Gemeinsam lehnen sie sich gegen das System auf und gegen die Oberin, die die Anstalt leitet.

## Produktion

### Filmstab, Besetzung und Dreharbeiten

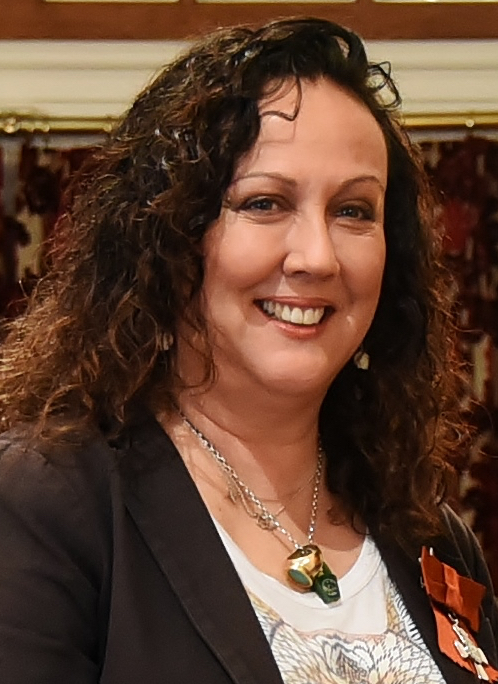
Rima Te Wiata spielt die Oberin der Schule

Regie führte Josephine Stewart-Te Whiu, die gemeinsam mit Maddie Dai auch das Drehbuch schrieb. Es handelt sich bei We Were Dangerous um das Regiedebüt der Maori-Filmemacherin bei einem Spielfilm. Zuvor war sie in einigen wenigen neuseeländischen Fernsehserien in kleineren Rollen zu sehen. Ihr Kurzfilm Ani feierte im Februar 2019 bei der Berlinale seine Premiere.
Die in Großbritannien geborene neuseeländische Sängerin, Comedienne und Bühnen-, Film- und Fernsehschauspielerin Rima Te Wiata spielt die Oberin der Schule. Erana James, bekannt aus der Fernsehserie The Wilds, spielt die in ihrer Einrichtung untergebrachte Nellie. In weiteren Rollen sind Nathalie Morris und Manaia Hall zu sehen.
Als Kamerafrau fungierte María Inés Manchego.

### Filmmusik und Veröffentlichung
Die Filmmusik komponierte Cam Ballantyne. Das Soundtrack-Album mit insgesamt fünf Musikstücken wurde Ende Juli 2024 von Piki Island Limited als Download veröffentlicht.
Die Weltpremiere des Films fand am 8. März 2024 beim South by Southwest Film Festival statt. Ebenfalls im März 2024 wurde er beim London LGBTQIA+ Film Festival gezeigt. Im Juni 2024 wurde der Film beim Sydney Film Festival vorgestellt. Zwischen Ende Juli und Anfang September 2024 wurde er beim New Zealand International Film Festival gezeigt und im weiteren Verlauf des Monats beim Internationalen Filmfestival Schlingel. Im Oktober 2024 erfolgten Vorstellungen beim Chicago International Film Festival. Im Januar 2025 wurde der Film beim Tromsø International Film Festival gezeigt. Im September 2025 sind Vorstellungen beim Fünf Seen Filmfestival geplant.

## Rezeption

### Kritiken
Von den bei Rotten Tomatoes aufgeführten Kritiken sind 96 Prozent positiv.

### Auszeichnungen
Hawaii International Film Festival 2024
- Auszeichnung mit dem Pasifika Award[12]

Kerry International Film Festival 2024
- Auszeichnung als Bester Spielfilm[13]

Leiden International Filmfestival 2024
- Nominierung im First Feature Competition[14]

 South by Southwest Film Festival 2024
- Nominierung im Narrative Feature Competition
- Auszeichnung mit dem Special Jury Award for Filmmaking (Josephine Stewart-Te Whiu)[1][15]

Sydney Film Festival 2024
- Nominierung für den First Nation Award[5]